# Премия «Грэмми» за лучшее рэп-исполнение
Премия «Грэмми» за лучшее рэп-исполнение (англ. Best Rap Performance) вручается за сольное, дуэтное/групповое или совместное рэп исполнение (сингл или отдельные песни). Впервые вручалась на церемонии в 1989 году, а на церемонии 1991 года произошло разделение на две категории: «Лучшее сольное рэп-исполнение» и «Лучшее рэп-исполнение дуэтом или группой». В 2012 году эти категории были объединены в первоначальную номинацию «Лучшее рэп-исполнение» в связи с реструктуризацией категорий «Грэмми».
Первым победителем стал коллектив DJ Jazzy Jeff & The Fresh Prince (состоящий из DJ Jazzy Jeff и Уилла Смита) с песней «Parents Just Don't Understand». Джефф и Смит не посетили церемонию, бойкотировав её, когда узнали, что вручение награды не будет освещаться на телевидении.
Лидером по числу наград является Кендрик Ламар — шесть, вслед за ним идут Jay-Z, Канье Уэст и Фьючер — две награды.

## Список лауреатов
| Год[I] | Лауреат(ы)                                                    | Страна | Песня                         | Номинанты | Прим. |
| ------ | ------------------------------------------------------------- | ------ | ----------------------------- | --- | ----- |

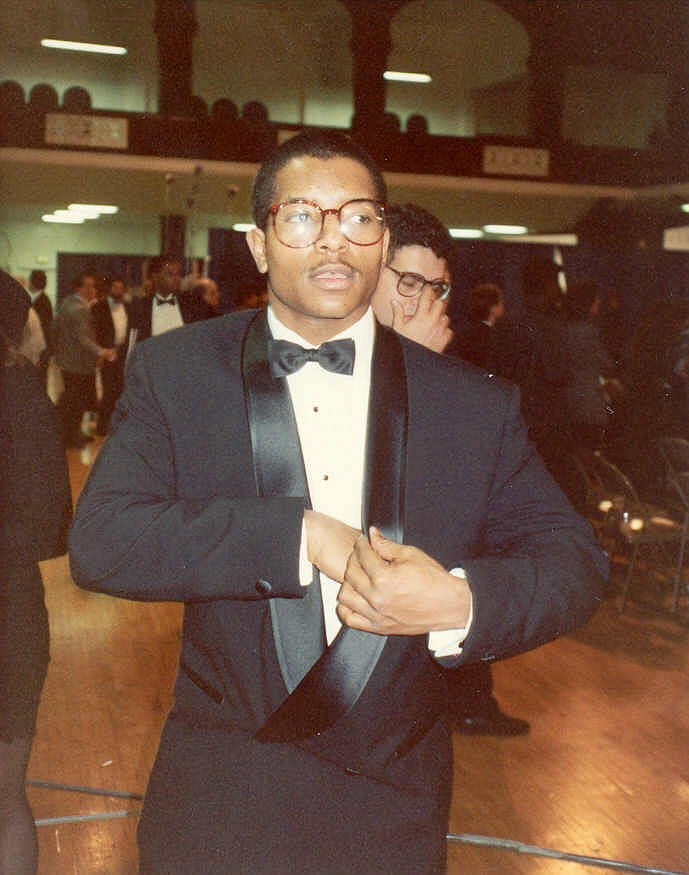
Победитель премии на 32-й церемонии «Грэмми» (1990)

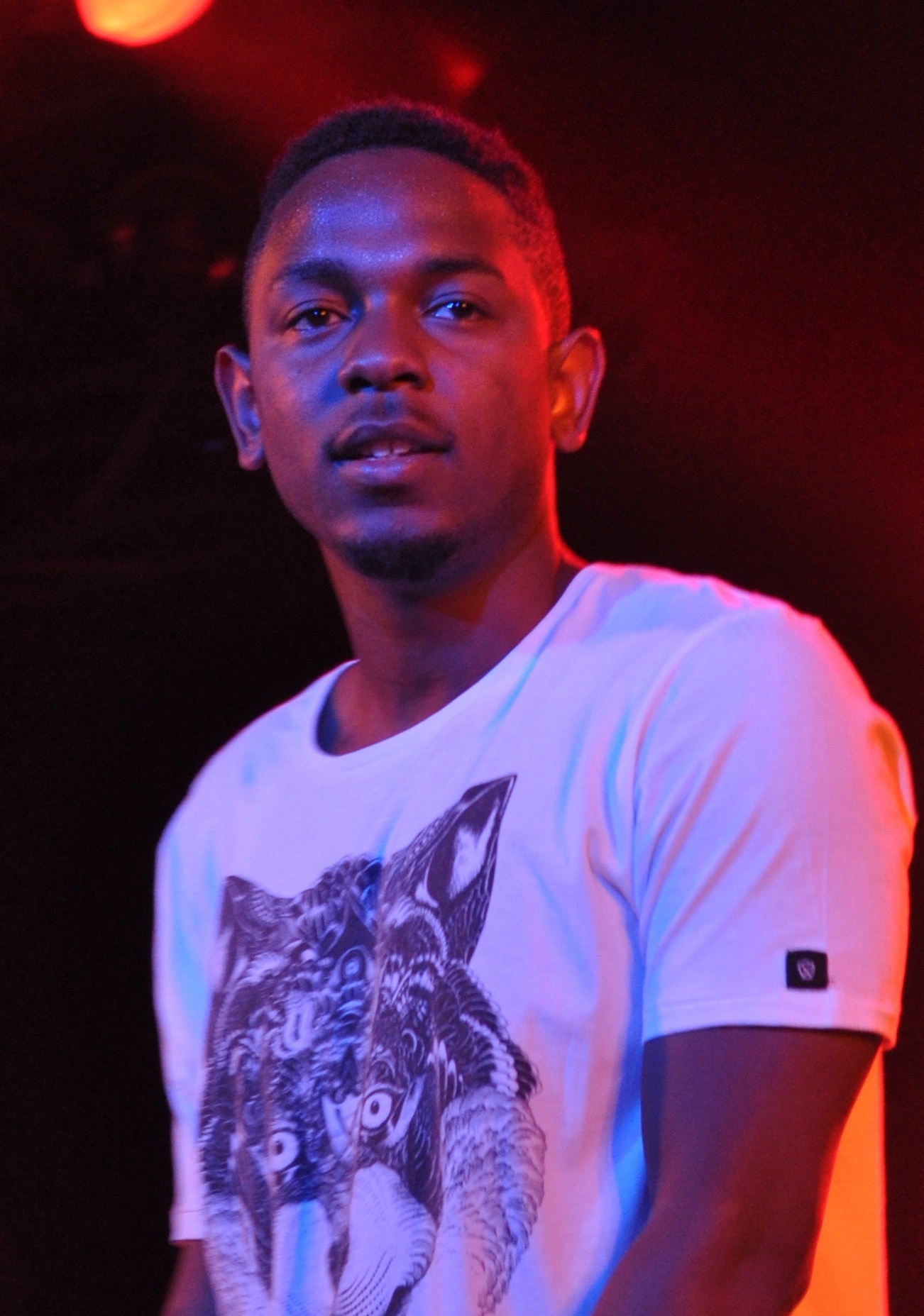
Кендрик Ламар пять раз становился обладателем «Грэмми» за лучшее рэп-исполнение

| 2025   | Кендрик Ламар                                                 | США    | «Not Like Us»                 | - Карди Би — «Enough (Miami)» - Common и Пит Рок при участии Кельвин Мерсер — «When the Sun Shines Again» - Doechii — «Nissan Altima» - Эминем — «Houdini» - Фьючер, Metro Boomin и Кендрик Ламар — «Like That» - GloRilla — «Yeah Glo!» | [ 3 ] |
| 2024   | Киллер Майк при участии André 3000, Фьючера и Эрин Аллен Кейн | США    | «Scientists & Engineers»      | - Coi Leray — «Players» - Дрейк и 21 Savage — «Rich Flex» - Black Thought — «Love Letter» - Baby Keem при участии Кендрика Ламара — «The Hillbillies»                                                                                    | [ 4 ] |
| 2023   | Кендрик Ламар                                                 | США    | «The Heart Part 5»            | - Hitkidd и GloRilla — «F.N.F. (Let's Go)» - Gunna и Фьючер при участии Янг Тага — «Pushin P» - Doja Cat — «Vegas» - DJ Khaled при участии Рика Росса, Лил Уэйна, Jay-Z, Джона Ледженда и Fridayy — «God Did»                            | [ 5 ] |
| 2022   | Baby Keem и Кендрик Ламар                                     | США    | «Family Ties»                 | - Cardi B — «Up» - J. Cole при участии 21 Savage & Morray — «M Y . L I F E» - Drake при участии Future & Young Thug — «Way 2 Sexy» - Megan Thee Stallion — «Thot S***»                                                                   | [ 6 ] |
| 2021   | Megan Thee Stallion при участии Бейонсе                       | США    | «Savage»                      | - Big Sean при участии Nipsey Hussle — «Deep Reverence» - DaBaby — «Bop» - Pop Smoke — «Dior» - Lil Baby — «The Bigger Picture» - Джек Харлоу — «What’s Poppin»                                                                          | [ 6 ] |
| 2020   | Nipsey Hussle при участии Roddy Ricch & Hit-Boy               | США    | «Racks in the Middle»         | - J. Cole — «Middle Child» - DaBaby — «Suge» - Dreamville при участии J.I.D, Bas, J. Cole, EarthGang & Young Nudy — «Down Bad» - Offset при участии Карди Би — «Clout»                                                                   | [ 6 ] |
| 2019   | Кендрик Ламар, Jay Rock, Фьючер, Джеймс Блейк                 | США    | «King's Dead»                 | - Карди Би — «Be Careful» - Дрейк — «Nice for What» - Трэвис Скотт, Дрейк, Big Hawk & Swae Lee — «Sicko Mode» | [ 6 ] |
| 2019   | Anderson .Paak                                                | США    | «Bubblin»                     | - Карди Би — «Be Careful» - Дрейк — «Nice for What» - Трэвис Скотт, Дрейк, Big Hawk & Swae Lee — «Sicko Mode» | [ 6 ] |
| 2018   | Кендрик Ламар                                                 | США    | «Humble»                      | - Big Sean — «Bounce Back» - Карди Би — «Bodak Yellow» - Jay-Z — «4:44» - Migos при участии Lil Uzi Vert — «Bad and Boujee» | [ 6 ] |
| 2017   | Chance the Rapper при участии Лил Уэйна и 2 Chainz            | США    | «No Problem»                  | - Desiigner — «Panda» - Дрейк при участии The Throne — «Pop Style» - Fat Joe и Remy Ma при участии French Montana — «All the Way Up» - Скулбой Кью при участии Канье Уэста — «That Part»                                                 | [ 6 ] |
| 2016   | Кендрик Ламар                                                 | США    | «Alright»                     | - J. Cole — «Apparently» - Дрейк — «Back to Back» - Fetty Wap — «Trap Queen» - Ники Минаж при участии Дрейка и Лил Уэйна — «Truffle Butter» - Канье Уэст при участии Теофилиуса Лондона, Аллана Кингдома и Пола Маккартни — «All Day»    | [ 6 ] |
| 2015   | Кендрик Ламар                                                 | США    | «i»                           | - Чайлдиш Гамбино — «3005» - Дрейк — «0 to 100 / The Catch Up» - Эминем — «Rap God» - Lecrae — «All I Need Is You» | [ 6 ] |
| 2014   | Macklemore и Райн Льюис при участии Wanz                      | США    | «Thrift Shop»                 | - Дрейк — «Started from the Bottom» - Эминем — «Berzerk» - Jay-Z — «Tom Ford» - Кендрик Ламар — «Swimming Pools (Drank)» | [ 6 ] |
| 2013   | Jay-Z и Канье Уэст                                            | США    | «Niggas in Paris»             | - Дрейк при участии Лил Уэйна — «HYFR (Hell Ya Fucking Right)» - Нас — «Daughters» - Канье Уэст, Big Sean, Pusha T и 2 Chainz — «Mercy» - Young Jeezy при участии Jay-Z и André 3000 — «I Do»                                            | [ 6 ] |
| 2012   | Jay-Z и Канье Уэст                                            | США    | «Otis»                        | - Крис Браун при участии Лил Уэйна и Басты Раймса — «Look at Me Now» - Лупе Фиаско — «The Show Goes On» - Ники Минаж при участии Дрейка — «Moment 4 Life» - Уиз Халифа — «Black and Yellow»                                              | [ 6 ] |
| 1990   | Young MC                                                      | США    | «Bust a Move»                 | - De La Soul — «Me Myself and I» - DJ Jazzy Jeff & The Fresh Prince — «I Think I Can Beat Mike Tyson» - Public Enemy — «Fight the Power» - Tone Lōc — «Funky Cold Medina»                                                                | [ 7 ] |
| 1989   | DJ Jazzy Jeff & The Fresh Prince                              | США    | Parents Just Don't Understand | - J. J. Fad — «Supersonic» - Kool Moe Dee — «Wild Wild West» - LL Cool J — «Going Back to Cali» - Salt-N-Pepa — «Push It» | [ 7 ] |

↑  Ссылка на церемонию «Грэмми», прошедшую в этом году.